# 宁波市游泳训练中心
宁波市游泳训练中心，前称宁波市游泳训练基地（宁波市游泳俱乐部），于2011年改为现名，是浙江省宁波市的一座游泳馆及游泳训练基地，既是培养游泳后备人才的训练基地，又是对社会开放的群众游泳健身场所。

## 历史
原馆位于原江东区（现鄞州区）中兴路847号，占地17.54亩，由香港侨胞陈廷骅捐赠500万港币，宁波市人民政府投资120万人民币兴建，于1992年5月20日开工，1993年7月28日启用，建有50米8泳道、25米8泳道和15米3泳道，其中50米8泳道位于室外，其余均位于室内，1994年开始青少年游泳业余训练，2003年将分散在体育运动学校、体育俱乐部等单位的游泳训练全部集中到游泳俱乐部，3月21日成立宁波市游泳训练基地，属宁波市体育局直属单位，曾多次评为全国先进游泳馆、浙江省业余训练先进单位，2005年被浙江省评为省级奥林匹克后备人才基地，2004年，室外50米8泳道改造为室内游泳池:369、509:6430，2010年6月8日开建羽毛球馆，2012年5月启用，共设有12片羽毛球场，2015年因宁波轨道交通3号线建设需要而被拆除，新址位于宁波高新区菁华路以北，剑兰路以西，大东江与陈朗桥江交汇处以南处，于2017年12月26日开工，2022年5月27日启用。

## 结构
宁波市游泳训练基地现址呈L型，总建筑面积13857平方米，其中地上部分为10846平方米，共有三层，二层游泳馆分为西侧（25×25米10道训练池）与东侧（50×25米10道标准池）两个场馆，地下为半地下室结构，屋面为多重三角钢结构桁架+复合金属屋面。